# Complotwebsite
Een complotwebsite of nepnieuwswebsite is een pejoratief containerbegrip voor website, sociaalnetwerksite of videokanaal waarop volgens de gangbare maatstaf nepnieuws, hoaxes, desinformatie en/of complottheorieën worden verspreid, al dan niet vermengd met feitelijk correcte berichten. In ruimere zin rekenen zij tot nepnieuws en 'junknieuws' ook complottheorieën en clickbait, alsmede politiek sterk gekleurde (hyperpartisan) bronnen en verhalen. Nepnieuws- en complotwebsites maken soms deel uit van sociale netwerken of virtuele gemeenschappen op onder meer sociale media.
Nepnieuws, hoaxes, desinformatie en andere onjuiste informatie kan worden weerlegd met factchecking - ook wel ontmaskerd voor wie uitgaat van kwade opzet.